# Wilberforce Eaves
Wilberforce Vaughan Eaves (født 10. december 1867 i Melbourne, død 12. februar 1920) var en britisk tennisspiller som deltog i OL 1908 i London.
Eaves vandt en bronzemedalje i tennis under OL 1908 i London. Han kom på en tredjeplads i udendørsturneringen i single for mænd.